# Charnock Richard
Charnock Richard – wieś w Anglii, w hrabstwie Lancashire, w dystrykcie Chorley. Leży 35 km na północny zachód od miasta Manchester i 293 km na północny zachód od Londynu. W 2001 miejscowość liczyła 1885 mieszkańców.